# Leopoldo II da Toscana
Leopoldo II (em italiano: Leopoldo Giovanni Giuseppe Francesco Ferdinando Carlo d'Asburgo-Lorena; Florença, 3 de outubro de 1797 — Roma, 29 de janeiro de 1870), foi o Grão-Duque da Toscana de 1824 até 1859, sucedeu após a morte de seu pai, Grão-Duque Fernando III.
Casou-se duas vezes: primeiro com a Princesa Maria Ana da Saxónia e, depois da morte dela em 1832, com a Princesa Maria Antónia das Duas Sicílias. Com a última teve o seu sucessor, Fernando. Leopoldo era reconhecido por ser um monarca liberal, autorizando a publicação da Constituição da Toscana de 1848 bem como a liberdade de imprensa.
O Grão-duque foi brevemente deposto por um governo provisório em 1849 apenas para ser restaurado no mesmo ano com a ajuda das tropas austríacas que ocuparam o estado até 1855. Leopoldo sentiu-se obrigado a ficar do lado austríaco durante a Segunda Guerra de Independência Italiana. A Toscana foi ocupada pelo rei Vítor Emanuel II da Sardenha enquanto o conflito durou. A família grã-ducal fugiu da Toscana no dia 27 de Abril de 1859, exilando-se em Bolonha. No dia 21 de Julho de 1859, Leopoldo abdicou do trono em favor do seu filho, Fernando. A sua subida não foi proclamada na Toscana e o seu reinado hipotético foi terminado pela declaração de deposição da Casa de Habsburgo pelo parlamento no dia 16 de Agosto do mesmo ano.

## Biografia
Nascido em Florença, Leopoldo II era filho de Fernando III, Grão-duque da Toscana e da Princesa Luísa Maria Amélia Teresa das Duas Sicílias. Os seus avós paternos eram o rei Fernando I das Duas Sicílias e a Arquiduquesa Maria Carolina da Áustria.
Sucedeu ao seu pai no dia 18 de Junho de 1824. Durante os primeiros vinte anos do seu reinado dedicou-se ao desenvolvimento interno do seu estado. A Toscana era o estado mais calmo e menos reaccionário de todos os despotismos italianos da época e, apesar de estar sempre sujeito à influência austríaca, ele recusou-se a adoptar os seus métodos de governo, permitindo leis justas de liberdade da imprensa e acolhendo vários exilados políticos de outros estados a ficar no seu.
Mas quando no inicio da década de 1840 um sentimento de inquietação se espalhou pela Itália, até as exigências por uma constituição e outras reformas políticas foram avançadas na Toscana. Em 1845 e 1846 começaram as revoltas em várias partes do país e Leopoldo convocou uma série de reformas administrativas. Mas a influência austríaca impediu-o de avançar mais, mesmo se ele tivesse desejado fazê-lo. A eleição do Papa Pio IX deu um novo impulso ao movimento liberal e, no dia 4 de Setembro de 1847, Leopoldo criou a Guarda Nacional - o primeiro passo no caminho para a constituição. Pouco depois o marquês Cosimo Ridolfi foi nomeado primeiro-ministro. A promulgação das constituições de Nápoles e de Piedmont foi seguida pouco depois pela da Toscana a 17 de Fevereiro de 1848, escrita por Gino Capponi.
As revoltas em Milão e Viena reavivaram o entusiasmo patriota na Toscana onde foi exigida uma guerra contra a Áustria. Leopoldo, cedendo à pressão popular, enviou uma força de voluntários para ajudar na campanha de Piemonte na Lombardia. O seu discurso no dia de partida foi inteiramente italiano e liberal. "Soldados," disse ele, "a causa sagrada da liberdade italiana está a ser decidida hoje nos campos da Lombarda. Já os cidadãos de Milão deram o seu sangue em troca da sua liberdade com um heroísmo apenas visto algumas vezes na História... Honra para as armas da Itália! Viva a independência italiana!" O contingente toscano lutou corajosamente, apesar de ter perdido. 
No dia 26 de Junho o primeiro parlamento toscano juntou-se, mas os distúrbios causados pelas derrotas na campanha da Lombardia levaram à demissão do primeiro-ministro que foi sucedido por Gino Capponi. As revoltas continuaram, principalmente em Livorno, que esteve próximo da guerra civil e os partidos democráticos de Francesco Domenico Guerrazzi e Giuseppe Montanelli estavam a ganhar cada vez mais influência. Capponi demitiu-se e Leopoldo concordou com algumas reservas a nomear Montanelli-Guerrazzi para ministro que, por seu lado, tinha de lutar contra o extremista partido republicano.

## Casamentos e Descendência
Em Dresden em 28 de outubro de 1817 por procuração e em Florença em 16 de novembro de 1817 em pessoa, Leopoldo se casou com a Princesa Maria Ana da Saxônia, nascida em Dresden em 15 de novembro de 1799. Ela era filha de Maximiliano, Príncipe Hereditário da Saxônia e Carolina de Parma. Seus avós maternos eram Fernando, Duque de Parma e arquiduquesa Maria Amália da Áustria. Leopoldo e sua esposa eram primos de segundo grau, pois ambos eram bisnetos da Imperatriz Maria Teresa da Áustria. Eles tiveram quatro filhas:
- Carolina Augusta da Áustria (19 de novembro de 1822 - 5 de outubro de 1841), morreu solteira e sem descendência;
- Augusta Fernanda da Áustria (1 de abril de 1825 - 26 de abril de 1864), casada com Leopoldo, Príncipe Regente da Baviera, com descendência;
- Maria Maximiliana da Áustria (9 de janeiro de 1827 - 18 de maio de 1834), morreu na infância;
- Maria Josefa da Áustria (1 de maio de 1828 – 1 de maio de 1836), morreu na infância.

Maria Ana morreu em Pisa em 24 de abril de 1832. Em 7 de junho de 1833, em Nápoles, Leopoldo se casou em segundo lugar Maria Antônia das Duas Sicílias. Sua nova esposa foi a segunda filha de Francisco I das Duas Sicílias e Maria Isabel da Espanha. Maria Antônia era sua prima em primeiro grau. Eles tiveram dez filhos:
- Maria Isabel da Áustria (21 de maio de 1834 - 14 de julho de 1901), casou-se com o seu tio materno, o Príncipe Francisco, Conde de Trapani, filho mais novo do rei Francisco I das Duas Sicílias;
- Fernando IV, Grão-duque da Toscana (10 de Junho de 1835 – 17 de Janeiro de 1908), causou-se pela primeira vez com Ana Maria da Saxônia, com descendência. Casou-se pela segunda vez com Alice de Bourbon-Parma, com descendência;
- Maria Teresa da Áustria, Princesa da Toscana (29 de Junho de 1836 - 5 de Agosto de 1838), morreu na infância;
- Maria Cristina da Áustria, Princesa da Toscana (5 de Fevereiro de 1838 - 1 de Setembro de 1849), morreu na infância;
- Carlos Salvador da Áustria (30 de Abril de 1839 - 18 de Janeiro de 1892), casado com a Princesa Maria Imaculada de Bourbon e Duas Sicílias;
- Maria Ana da Áustria (9 de Junho de 1840 - 13 de Agosto de 1841), morreu na infância;
- Rainer da Áustria (1 de Maio de 1842 - 14 de Agosto de 1844), morreu na infância;
- Maria Luísa da Áustria (31 de Outubro de 1845 - 27 de Agosto de 1917), casada com Carlos, Príncipe de Isenburg;
- Luís Salvador da Áustria (4 de Agosto de 1847 - 12 de Outubro de 1915), morreu solteiro e sem descendência;
- João Salvador da Áustria (25 de Novembro de 1852 - dado como desaparecido no mar em 1890). Existem relatos da sua sobrevivência com um nome diferente (Johann Orth).